# 特殊指定
独占禁止法の特殊指定（とくしゅしてい）とは、公正取引委員会（公取委）が特定の事業分野における不公正な取引方法を具体的に指定して規制する制度である。
新聞、物流、大規模小売業の3分野で指定されている。

## 概説
いわゆる独占禁止法（=私的独占の禁止及び公正取引の確保に関する法律）では事業者が不公正な取引方法によって取引することを禁じている。しかし不公正な取引方法の条文は抽象的・一般的であるから、具体的にどのような行為が不公正な取引方法に該当するかを判断するのは通常困難である。そこで、独占禁止法の運用に当たる公取委は告示によって具体的な行為類型を指定することで不公正な取引方法の内容を明確にすることができる。この指定の内、
- すべての事業分野において適用される指定を一般指定
- 特定の事業分野において適用される指定を特殊指定

と言う。
特殊指定と一般指定が共に指定されている場合、その関係は法文上は明確ではないものの一般的な解釈では重複して適用されるとする。しかし一部には、特殊指定のみが適用されるとする説もある（後述）。
指定にあたっては、指定の対象となる行為が不公正な取引方法の要件を満たしている必要がある。また、関係事業者の意見を聴取し公聴会を開催することが義務付けられている（廃止時には義務付けられていない）。
特殊指定の利点としては、
- 適用を受ける事業者の範囲を明確にできること
- 不公正な取引方法として違法となる行為類型を具体的に規定できること
- 公聴会によって各方面の意見を広く聞くことができること

などが挙げられる。

## 事業分野
2007年現在、特殊指定が存在している事業分野は次の通り。
新聞
新聞の値引き販売を禁じている。1955年指定。詳細は新聞業における特定の不公正な取引方法を参照。
物流
荷主による下請運送業者への運賃買いたたき行為を禁じている。2005年指定。
大規模小売業
大規模小売業者による納入業者への不当な返品・値引き等を禁じている。2005年指定。
過去に特殊指定が存在していた事業分野は次の通り（いずれも2006年に廃止）。
教科書
教科書採択に際しての利益供与を禁じた。採用手続が整備され取引実態も変化しており利益供与の恐れは減っていた。1956年指定。
海運
海運同盟（海運業者間のカルテル。独禁法適用除外）非加盟事業者や荷主への各種妨害行為を禁じた。非加盟事業者の増大や取引実態の変化により海運同盟の実施は困難になっていた。1959年指定。
食品缶詰・瓶詰
缶詰・瓶詰の内容表示を正しく行うよう求めた。景品表示法等と規制範囲が重複していたため、運用実績に乏しかった。1961年指定。
オープン懸賞
懸賞金の金額を制限していた。1971年指定。